# Красный коршун
Красный коршун (лат. Milvus milvus) — среднего размера хищная птица из семейства ястребиных, обитающая в Европе, на Кавказе, в Иране, Малой Азии и на северо-западе Африки. Редкий вид, общая численность в мире оценивается в 17—28 тыс. пар, большая часть из которых гнездится во Франции, Германии и Испании. Охраняется различными национальными и международными соглашениями: включён в Список редких птиц Балтийского региона, Приложение 2 Конвенции по международной торговле (СИТЕС), Приложение 2 Боннской Конвенции, Красную Книгу Российской Федерации.

## Этимологияназвания
Русское название — коршун, коршак; украинское — шулика, болгарское — коркун; словацкое krsak, krso — коршун; эстонское harksaba — коршун, скорее всего, восходящее к авестийскому — kahrkasa «коршун» и так же, как названия других хищников, содержащее корень *or (ar, er).
Возможно, что слово коршун является результатом огласовки сходного названия хищной птицы крачунъ, приводимого В. И. Далем (1882) (без объяснения источника заимствования и этимологии), как «заморская хищная птица Circaёtus (змееяд), близкая к орланам, питается гадами». Коршун и змееяд довольно схожи внешне, имеют схожие по размеру и форме крылья, а также схожий спектр питания. 
Близкие слова есть в тюркских языках, так как, например, в казахском имеется близкое по звучанию слова «карчага» — в значении ястреб, в языке крымских татар карчея — в значении небольшой орёл, в татарском карчыга, в телеутском — karsiga, чагатском, сагайском — karciga, karsigai, — ястреб.

## Описание
Средних размеров птица длиной 61—72 см, размахом крыльев 175—200 см и весом 900—1400 г. Голова и шея бледно-серые. Глаза янтарного цвета, с жёлтыми пятнышками вокруг них, слегка скрытые. Клюв в основании жёлтый, на конце тёмно-серый или чёрный, острый, на конце загнут вниз. Тело изящное. Крылья длинные, при парении вытянуты V-образно. Хвост длинный, с вилкообразной выемкой, часто изгибается. Оперение тела, верхней части хвоста и кроющих перьев крыльев рыжевато-коричневое, с тёмными продольными на грудке. Маховые перья первого порядка белые с чёрными окончаниями. Маховые перья второго порядка тёмно-серые. Ноги ярко-жёлтые, иногда хорошо заметны с земли во время полёта. Половой диморфизм (видимые различия между самцом и самкой) не выражен. У молодых птиц в первый год жизни грудка и брюшко более светлые и размытые, а вилочка на хвосте не так ярко выражена.

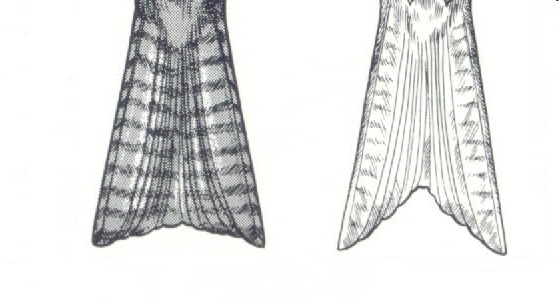
Строение хвоста у красного (справа) и чёрного (слева) коршунов

Имеет схожую морфологию с близким ему чёрным коршуном (Milvus migrans), с которым его легко спутать. Наиболее заметное различие можно обнаружить в строении хвоста: у красного коршуна выемка глубже и потому более заметная. Кроме того, красный коршун выглядит несколько крупнее и заметно светлее.
Известны случаи, когда в условиях совместного содержания в неволе красный и чёрный коршуны скрещивались, в результате чего гибридное потомство наследовало промежуточные характеристики обоих видов. Кроме того, существуют разногласия относительно происхождения предполагаемого подвида чёрного коршуна M. migrans fasciicauda, ранее обнаруженного в дикой природе на островах Зелёного мыса — некоторые учёные предполагают, что это также может оказаться гибридной формой двух видов.

## Распространение
Гнездится в Скандинавии, Центральной и Южной Европе, на Кавказе, в Малой Азии, на севере Ирана, в Африке у побережья Гибралтарского пролива, на Канарских островах и островах Зеленого Мыса. На территории России единичными парами встречается в Калининградской области , на юго-западе Псковской области и возможно на Черноморском побережья Кавказа. Гнездящиеся в северной и восточной части природного ареала (Швеция, Польша, Германия, Россия, Украина, Белоруссия) птицы являются перелётными, в зимнее время мигрируя на юг и запад, в основном в район Средиземноморья. На юго-западе ареала птицы ведут оседлый образ жизни.
В XX веке общая популяция вида резко снизилась, причём только с 1970 по 1990 годы численность упала на 20 %. Основной причиной столь резкого падения численности, которое продолжается и в настоящее время в Юго-Западной и Восточной Европе, называют преследование человеком (отстрел, сбор яиц и применение отравленных приманок), а также снижение качества и хозяйственное использование земель, пригодных для гнездовий. Тем не менее, популяции в центральной и северо-западной Европе в последнее время показывают признаки восстановления.
Предпочитает старые лиственные и смешанные леса вблизи от открытых пространств и культурных ландшафтов. В Испании, где гнездится около 22 % всех европейской популяции и находится основной район зимовки, птицы предпочитают районы интенсивного земледелия, невысоко в горах. Избегают слишком влажных либо наоборот засушливых климатических зон.

## Размножение
Первое потомство появляется в возрасте 2—4 лет. Коршуны моногамны. Как правило, пары сохраняются в течение всей жизни, хотя вне сезона размножения проводят время отдельно друг от друга. Полагают, что ежегодное возобновление брачных связей происходит не из-за взаимной привязанности, а благодаря тому, что птицы консервативны относительно места гнездовья и каждый год возвращаются туда, где гнездились в прошлый раз. Молодые птицы своё первое гнездо стараются обустроить в том же районе, где вылупились сами.

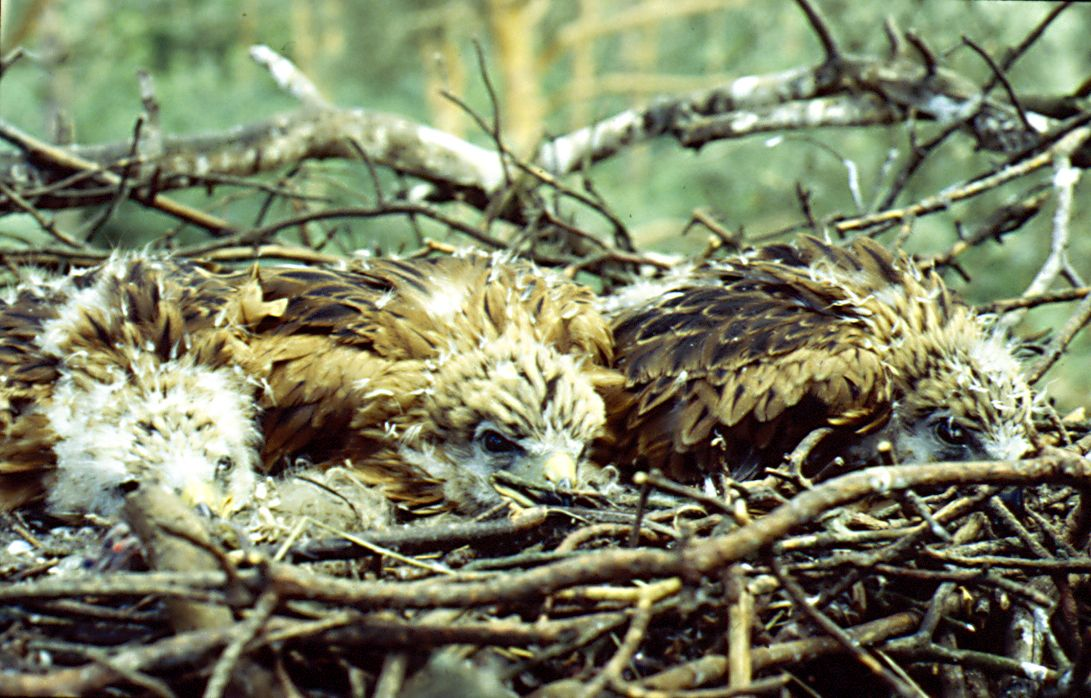
Вылупившиеся птенцы красного коршуна покрыты пухом.

Ухаживание и строительство гнезда начинается в марте, за 2-4 недели до кладки яиц. У молодых птиц, размножающихся в первый раз, это процесс происходит несколько позднее, в начале апреля. Бывает, что в тёплую зиму неопытные птицы начинают собирать строительный материал ещё в январе, но такие попытки практически ничем не заканчиваются. В брачных играх птицы часто с большой скоростью летят навстречу друг к другу и поворачивают в сторону лишь в последний момент, иногда при этом касаясь друг друга лапами. Иногда они могут имитировать схватку друг с другом, быстро по спирали вращаясь в воздухе, пока не опустятся на ветки деревьев.
Гнездо строится в развилке дерева, чаще всего дуба, липы или сосны, на высоте 12-20 м над землёй. Иногда вместо строительства используются старые гнёзда канюка или ворона (Corvus corax). Одно и то же гнездо служит в течение нескольких лет. В качестве основного строительного материала используются сухие веточки деревьев, которые связываются вместе травой либо другой растительностью. За 2-3 дня до кладки гнездо устилается овечью шерстью.

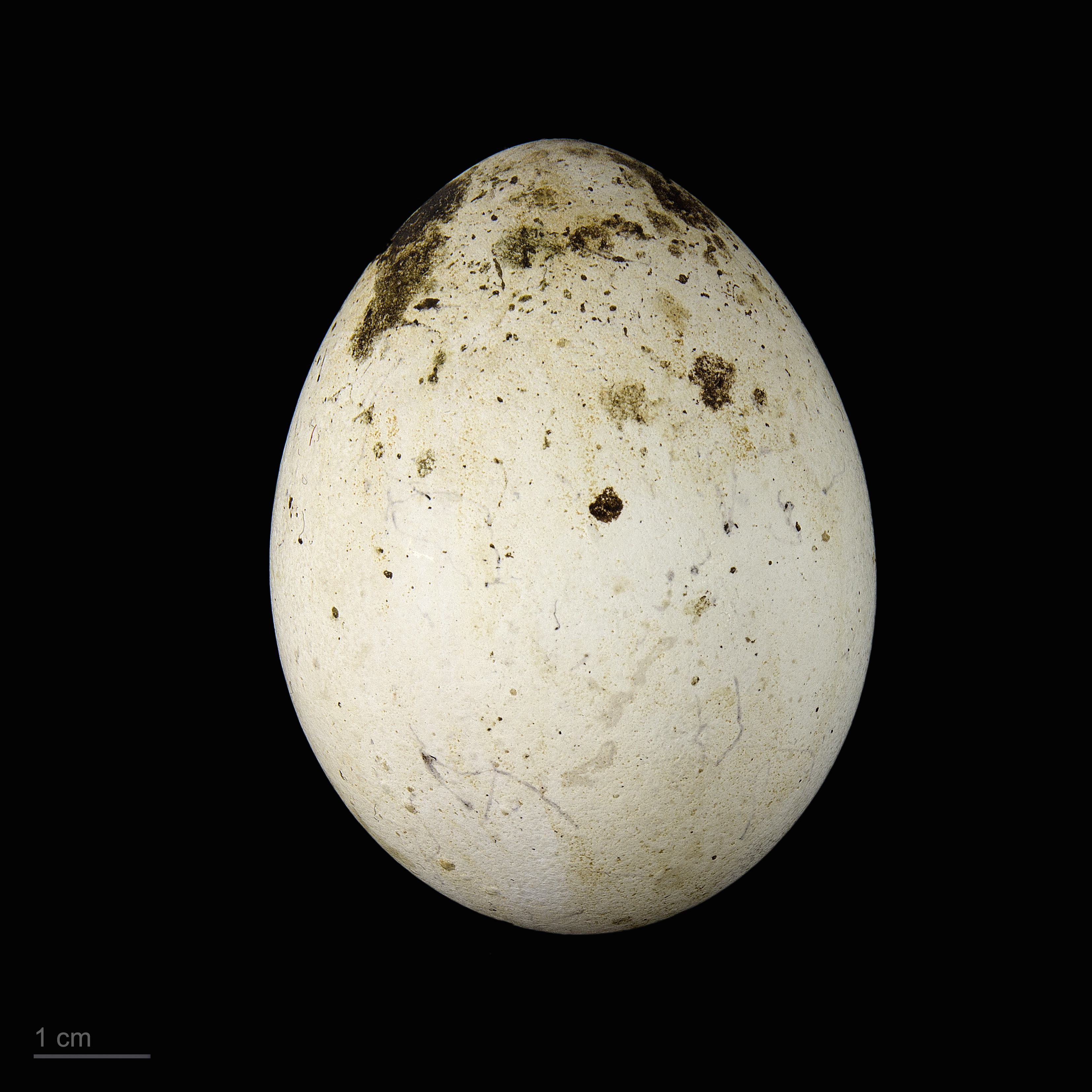
яйцо Milvus milvus - Тулузский музеум

Кладка яиц происходит в апреле и обычно состоит из 1—3 (реже 4) белых с рыжими крапинками яиц. Яйца откладываются последовательно с интервалом раз в три дня. Если по какой-либо причине яйца (но не птенцы) были утрачены, самка способна отложить повторно за сезон. В год выводится только одно потомство. Инкубационный период составляет 31-32 дня на каждое яйцо, или суммарно 37—38 дней в случае 3 яиц. Насиживает только самка, самец в это время снабжает её едой. Изредка самка вылетает из гнезда на несколько минут, оставляя его без присмотра. Покрытые пухом птенцы появляются поочерёдно, в порядке кладки яиц. После выводка первые две недели самка остаётся с птенцами в гнезде, пока самец снабжает их провизией. После этого самка также вылетает за добычей. Птенцы ведут себя агрессивно по отношению друг к другу, хотя это редко становится причиной их гибели. Результативность гнездовья зависит от многих факторов, среди которых погодные условия, наличие пищи и потенциальное беспокойство человеком и в среднем составляет около 1,34 птенца за кладку.
Период, через который птенцы начинают летать, зависит от размера выводка и наличия кормовой базы. Приблизительно через 45 дней они начинают перебираться на соседние ветки, а первый свой полёт совершают, как правило, не ранее чем 48-50 дней, а иногда и после 60-70 дней. Уже став на крыло, птенцы остаются с родителями в течение двух-трёх недель.

## Образ жизни
Несмотря на то, что красный коршун достаточно крупная птица, он не столь агрессивен и не такой сильный по сравнению с другими хищными птицами (как например, канюками). Во время охоты парит на небольшой высоте, высматривая мелкую дичь. Заметив жертву, камнем падает вниз и хватает её своими острыми когтями. Охотится на небольших млекопитающих, птиц, земноводных, рептилий, дождевых червей. Иногда питается падалью, в особенности останками овец. Заметив павшее животное, ждёт поодаль, пока более мощные птицы, такие как канюки или вороны, не насытятся.

## В культуре
У кашубов красный коршун является символом зла и всяческих бед. В Иванов день кашубы ритуально обезглавливали красного коршуна.

## Нумизматика
В 2016 году Банком России выпущена серебряная монета номиналом 2 рубля в серии «Красная книга», посвященная красному коршуну.

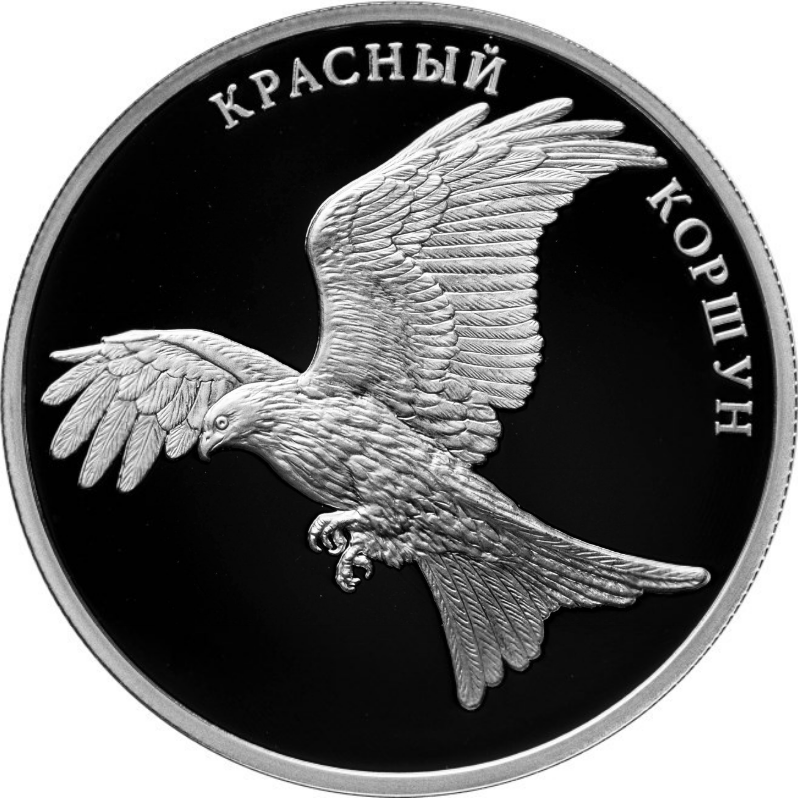
Красный коршун. Монета Банка России — Серия: «Красная книга», серебро, 2 рубля, 2016 год